# Jin Chae-seon
Jin Chae-seon (hangeul : 진채선 ; hanja : 陳彩仙 ; MR : Chin Ch'aesŏn) est une chanteuse de pansori de la Corée de Joseon, née en 1842 ou 1847. Elle est considérée comme la première femme à s'imposer et à être reconnue dans le domaine du Pansori. Elle est réputée pour ses prestations dans Simcheongga et Chunhyangga.